# Alfons Lütke-Westhues
Alfons Lütke-Westhues (Telgte, 17 de maio de 1930 - 8 de setembro de 2000) foi um ginete alemão especialista em saltos, campeão olímpico. 

## Carreira
Alfons Lütke-Westhues representou seu país nos Jogos Olímpicos de Verão de 1956, na qual conquistou a medalha de ouro nos saltos por equipes em 1956.